# ESC Clermont Business School
ESC Clermont Business School – szkoła biznesowa z siedzibą w Clermont-Ferrandie. Założona w 1919 roku we Francji posiada status grande école.
W 2019 roku ESC Clermont uplasowała się na 95. miejscu pośród wszystkich szkół biznesowych w Europie.
Programy studiów realizowane przez ESC Clermont posiadają potrójną akredytację przyznaną przez AMBA, EPAS oraz AACSB.
Wśród najznamienitszych absolwentów tej uczelni znajdują się między innymi: Michał Deskur (polski przedsiębiorca) i Jean-Pierre Caillard (CEO Groupe Centre-France La Montagne).